# Vlag van Oostergo

Vlag van Oostergo

De vlag van Oostergo toont hetzelfde beeld het gemeentewapen. De vlag kan als volgt worden beschreven:
Vijf evenhoge banen van rood en wit.
De Koninklijke Zeilvereniging Oostergoo in Leeuwarden deze vlag eveneens voert. Daarvan is indertijd afgeleid de vlag van de Zeilvereniging Frisia (leden zijn inwoners van Grouw, waar ook Oostergo zeilt), die in zes banen geel en blauw voert. En bovendien is er de vlag van 'Lyts Frisia' (een jeugdzeilclub, voor modelscheepjes) van zeven banen in blauw en wit.

## Verwante afbeeldingen

Wapen van Oostergo